# Lintjärnen (Högs socken, Hälsingland)
Lintjärnen är en sjö i Hudiksvalls kommun i Hälsingland och ingår i Harmångersån-Delångersåns kustområde. Sjön har en area på 0,0559 kvadratkilometer och ligger 60 meter över havet.

## Delavrinningsområde
Lintjärnen ingår i det delavrinningsområde (685299-156186) som SMHI kallar för Mynnar i Rosbäcken. Medelhöjden är 66 meter över havet och ytan är 1,07 kvadratkilometer. Det finns inga avrinningsområden uppströms utan avrinningsområdet är högsta punkten. Vattendraget som avvattnar avrinningsområdet har biflödesordning 3, vilket innebär att vattnet flödar genom totalt 3 vattendrag innan det når havet efter 11 kilometer. Avrinningsområdet består mestadels av skog (74 procent) och sankmarker (13 procent). Avrinningsområdet har 0,06 kvadratkilometer vattenytor vilket ger det en sjöprocent på 5,1 procent.